# العلاقات الأوغندية المنغولية
العلاقات الأوغندية المنغولية هي العلاقات الثنائية التي تجمع بين أوغندا ومنغوليا.

## مقارنة بين البلدين
هذه مقارنة عامة ومرجعية للدولتين:
| وجه المقارنة                                              | أوغندا                        | منغوليا         |
| --------------------------------------------------------- | ----------------------------- | --------------- |
| المساحة (كم2)                                             | 241.04 ألف                    | 1.57 مليون      |
| عدد السكان (نسمة)                                         | 42.86 مليون                   | 3.08 مليون      |
| الكثافة السكانية (ن./كم²)                                 | 177.81                        | 1.96            |
| العاصمة                                                   | كامبالا                       | أولان باتور     |
| اللغة الرسمية                                             | لغة إنجليزية، اللغة السواحلية | اللغة المنغولية |
| العملة                                                    | شيلينغ أوغندي                 | توغروغ منغولي   |
| الناتج المحلي الإجمالي (بليون دولار)                      | 25.89 مليار                   | 11.49 مليار     |
| الناتج المحلي الإجمالي (تعادل القوة الشرائية) بليون دولار | 72.25 مليار                   | 36.16 مليار     |
| الناتج المحلي الإجمالي الاسمي للفرد دولار أمريكي          | 705                           | 3.97 ألف        |
| الناتج المحلي الإجمالي للفرد دولار أمريكي                 | 1.77 ألف                      | 11.95 ألف       |
| مؤشر التنمية البشرية                                      | 0.483                         | 0.727           |
| رمز المكالمات الدولي                                      | +256                          | +976            |
| رمز الإنترنت                                              | .ug                           | .mn             |
| المنطقة الزمنية                                           | ت ع م+03:00                   | ت ع م+08:00     |

## منظمات دولية مشتركة
يشترك البلدان في عضوية مجموعة من المنظمات الدولية، منها:
| علم المنظمة | اسم المنظمة                               | تاريخ انضمام أوغندا | تاريخ انضمام منغوليا |
| ----------- | ----------------------------------------- | ------------------- | -------------------- |
|             | مؤسسة التنمية الدولية                     | 27 سبتمبر 1963      | 14 فبراير 1991       |
|             | يونسكو                                    | 9 نوفمبر 1962       | 1 نوفمبر 1962        |
|             | وكالة ضمان الاستثمار متعدد الأطراف        | 10 يونيو 1992       | 21 يناير 1999        |
|             | الأمم المتحدة                             | 25 أكتوبر 1962      | 27 أكتوبر 1961       |
|             | الفريق المعني برصد الأرض                  | ?                   | ?                    |
|             | الاتحاد البريدي العالمي                   | ?                   | ?                    |
|             | البنك الدولي للإنشاء والتعمير             | 27 سبتمبر 1963      | 14 فبراير 1991       |
|             | الاتحاد الدولي للاتصالات                  | 8 مارس 1963         | 27 أغسطس 1964        |
|             | منظمة حظر الأسلحة الكيميائية              | ?                   | ?                    |
|             | مؤسسة التمويل الدولية                     | 27 سبتمبر 1963      | 14 فبراير 1991       |
|             | المركز الدولي لتسوية المنازعات الاستشارية | 14 أكتوبر 1966      | 14 يوليو 1991        |
|             | منظمة التجارة العالمية                    | ?                   | ?                    |
|             | منظمة الشرطة الجنائية الدولية             | ?                   | ?                    |

## وصلات خارجية
- موقع وزارة الخارجية الأوغندية
- موقع وزارة الخارجية المنغولية